# 劉焉
劉 焉（りゅう えん、? - 194年）は、中国後漢末期の政治家。字は君郎。荊州江夏郡竟陵県の人。子に劉範・劉誕・劉瑁・劉璋。『後漢書』と『三国志』蜀志に伝がある。
後漢末の動乱期において、各地に割拠した群雄の1人。益州の地方官として赴任しそのまま独立勢力を築き、三国時代の蜀の先駆けとなる。

## 生涯

### 宗室として
前漢の魯恭王であった劉余（景帝の第4子）の末裔に当たる。劉焉の先祖は、後漢の章帝時代の元和年間に中原から江夏郡に国替された一族のうち、江夏郡にそのまま移住した分家筋の家だという。
若くして州や郡の役所に出仕し、漢の宗室だという理由で中郎になる。しかし、学問の師であった祝公の喪に服するため官職を辞した。
陽城山に居住し学問に励み、人々に学問を教えて名声を博し、賢良方正に推挙されて司徒府に招かれた。やがて洛陽の県令を経て、冀州刺史・南陽郡太守・宗正・太常（皇帝の祭祀を司る九卿の筆頭に当たる役職）を歴任した。

### 入蜀
霊帝の時代、政治の腐敗や黄巾の乱の影響により、刺史や太守の支配力が弱体化しているという理由で州牧を設置し、清廉な人物を地方に派遣することを提案した。
劉焉は内心では中央の混乱を避けたいと考え、交州の牧に任命される事を期待していた。しかし、侍中の董扶が益州に天子の気があると密かに告げたため、益州への派遣を望むようになった。
やがて、当時の益州刺史の郤倹（郤正の祖父）の失政が評判となり、并州や涼州でも刺史が殺害される事態となったため、劉焉の提案は実現を見る事になった。劉焉は自らの希望通りに監軍使者・益州牧を兼務し、陽城侯に封ぜられ、郤倹を取り調べるという名目で益州に赴任することになった。董扶は蜀郡の属国都尉として劉焉に随行することになり、太倉令で巴西の趙韙も官職を辞して劉焉に随行した。
この頃、後漢の衰退に乗じて馬相・趙祗ら黄巾を号する賊徒が益州で反乱を起こしていた。馬相らは綿竹県令の李升を殺害し、さらに雒県を陥落させ郤倹を殺害した。さらに蜀郡・犍為・広漢の三郡を蹂躙した。馬相は天子を自称し、その軍勢は五桁に上っていたが、益州従事の賈龍は千余人の兵を率いて、官民を糾合して馬相らを攻撃して敗走させ、この反乱を鎮圧していた（馬相の乱）。

### 独立構想
劉焉は、州牧として益州赴任を目指したが、道が閉ざされて益州に入れず荊州の東の境界にいたが、賈龍が吏卒を派遣して劉焉を迎え入れた。劉焉は賈龍を校尉に任命し、綿竹県を拠点とした。劉焉は離反した者達を手懐け迎え入れ、寛容と恩恵で住民を懐柔しながら、秘かに独立する構想を持ったという。
南陽・三輔の民数万戸が益州に流入してくると、これらを兵士として編成し、東州兵という軍団に作り上げたという（『三国志』蜀志「劉二牧伝」が引く『英雄記』）。
張魯という宗教指導者に目をつけ、その若々しくて美しい母親を自分の家に行き来させる程の親密な関係を築いた。さらに張魯を督義司馬に任命し、漢中に派遣して橋を切って道を遮断し、官吏を殺して中央と分断させた。中央には「米賊（張魯）のせいで連絡が取れない」と報告をした。その一方で、劉焉に反発した益州豪族らを弾圧し、王咸・李権（李福の父）ら十余人を殺害した。この振る舞いに、かつて劉焉を迎えた賈龍と犍為太守の任岐ら現地の豪族は憤激して反乱を起こしたため、劉焉はこれを鎮圧し、賈龍と任岐を殺害した。劉焉は、任岐・賈龍平定の恩賞を羌族に与えなかったので、それが原因で激怒した羌族が綿竹付近に侵攻する事となった。
以降、劉焉は驕り高ぶり、千乗余りの豪華な馬車を作りその勢威を示した。荊州刺史の劉表は、劉焉に野心がある事を朝廷に報告したという。

### 不幸の連続
劉焉の子の内、三男の劉瑁だけが劉焉の手元におり、長男・次男・四男は長安におり、献帝に仕えていた。後に献帝は劉焉を宥めるために、劉璋を益州に派遣したが、劉焉はこれを聞き入れずに劉璋を二度と都に戻さなかった。
征西将軍の馬騰は郿に駐屯していたが、劉焉・劉範父子と手を組び、董卓没後に実力者となっていた李傕がいる長安を襲撃する計画を立てていた。しかし、計画が洩れたため、劉範は槐里に逃亡した。長安を攻撃した馬騰の軍も敗北し、涼州に撤退した。李傕は逃亡中の劉範を追撃し槐里でこれを討ち取り、弟の劉誕も捕虜にされて処刑された。
議郎の龐羲は、先祖代々劉焉の家と交際があったため、劉焉の孫を伴って入蜀し、そのまま劉焉に仕える事になった。
この時、落雷によって居城としていた綿竹が焼失してしまったために、劉焉はさらに奥地の成都に遷らざるを得なくなった。
興平元年（194年）、劉焉は、子らの非業の死の悲しみや災害など、相次ぐ不幸が重なったため、その心痛から背中に悪性腫瘍を患い同年に死去してしまった。
実力者であった趙韙の思惑で、温仁（温厚かつ仁徳の有る人）との評判であった劉璋が後を継ぐ事になった。
趙韙は朝廷に劉璋を益州刺史に推挙し、朝廷からは監軍使者・益州牧を兼務することを許された。趙韙も征東中郎将に任命され、荊州の劉表への攻撃を命じられた。
張魯の漢中での独立と、東州兵と益州豪族との摩擦などによって、益州は混乱することになる。

## 評価
陳寿は、劉焉がやみくもに天子への野心を露骨にした事を酷評している。

## 演義での劉焉
小説『三国志演義』では、黄巾の乱の時に幽州太守を務め、その時に劉備らと出会った事にされているが、正史では劉焉が幽州太守（刺史・州牧）に任命された事実は無い。しかし、これが後に息子の劉璋が劉備を益州に迎え入れて、劉備を遠縁の親族として兄事する伏線となっている。

## 伝記史料
- 『三国志』巻31 劉二牧伝
- 『華陽国志』巻5 公孫述劉二牧志

## 脚註
1. ↑  高島俊男著『三国志きらめく群像』276頁によると、劉焉は章帝の皇子であった平春悼王の劉全の末裔だと推測されている。平春は江夏郡の地名である。
2. ↑  『三国志』蜀志「劉二牧伝」の注によると、司徒の祝恬のことだという。
3. ↑  『漢霊帝紀』
4. ↑  『三国志』蜀志「劉二牧伝」が引く『英雄記』によると、任岐が将軍を自称し、従事の陳超と共に反乱を起こしている。また、董卓が司徒の趙謙に命じて益州に侵攻し、それを迎撃に出た賈龍がかえって趙謙に説得されて、劉焉に叛いた事になっている。劉焉は反乱の鎮圧に益州西部にいたチベット系の青羌部隊を用いたとされている。趙謙が司徒になるのは董卓死後であるため、内容の真偽はともなく、趙謙の役職については正確ではない。
5. ↑  『三国志』蜀志「劉二牧伝」が引く『英雄記』によると、劉範ら三人は劉焉に援助を断られた董卓により、監禁されていた事があるという。
6. ↑  『三国志』蜀志「穆皇后伝」によると、劉焉は後に劉備の妻となる穆皇后の相が、高貴な身分になる人のものだという評判を聞いて、子の劉瑁に娶らせたのだという。
7. ↑  『三国志』蜀志「劉二牧伝」が引く『典略』によると、劉焉は仮病を使って劉璋を呼び寄せたという。
8. ↑  『三国志』蜀志「許靖伝」が引く『益州耆旧伝』によると、韓遂・馬騰は関中で争乱を起こした時は、度々劉焉と連絡を取り合っていたという。
9. ↑  『三国志』蜀志「劉二牧伝」が引く『英雄記』によると、劉焉は校尉の孫肇を援軍に出して、長安で敗れたという。
10. ↑  『英雄記』によると、長安の朝廷は潁川の扈瑁を益州刺史に任命し、荊州別駕の劉闔と劉璋の将の沈彌・婁發・甘寧を叛かせ劉璋を攻撃させたが勝てず、彼等は荊州に逃亡した。劉璋は趙韙を荊州に侵攻させるため、朐に駐屯させたという
11. ↑  実際に幽州牧となったのは、宗室（広義の皇族）であった宗正の劉虞である。また、時期は不明であるが陶謙が中平元年（184年）もしくは以前に幽州刺史から議郎に転じて、同年以降に発生した羌や韓遂の反乱鎮圧に派遣されたことが知られている。